# Слипкейс
Слипкейс (англ. slipcase) или шубер (нем. Schuber) — футляр, предназначенный для надёжного хранения CD дисков. 
Обычно изготовляется из высококачественного картона. Имеет четырёхугольную форму и состоит из четырёх-пяти стенок, образующих пространство, необходимое для диска. С передней стороны чаще всего изображена обложка альбома.
В слипкейс вставляется стандартная пластиковая коробка с диском (англ. Jewel case) для того, чтобы на ней не оставалось царапин, следов пальцев и прочих вещей, которые портят внешний вид коробки.
Слипкейс прилагается не к каждому диску, и его наличие поднимает стоимость продукта.
Существуют специальные издания, в которых в один слипкейс вкладывается сразу несколько дисков.
Слипкейс может также использоваться для хранения DVD дисков, комиксов и книжных коллекций. Более того, в переводе с английского слово слипкейс означает «книжный футляр с открытым корешком».